# Aeroport de Berlín-Tegel

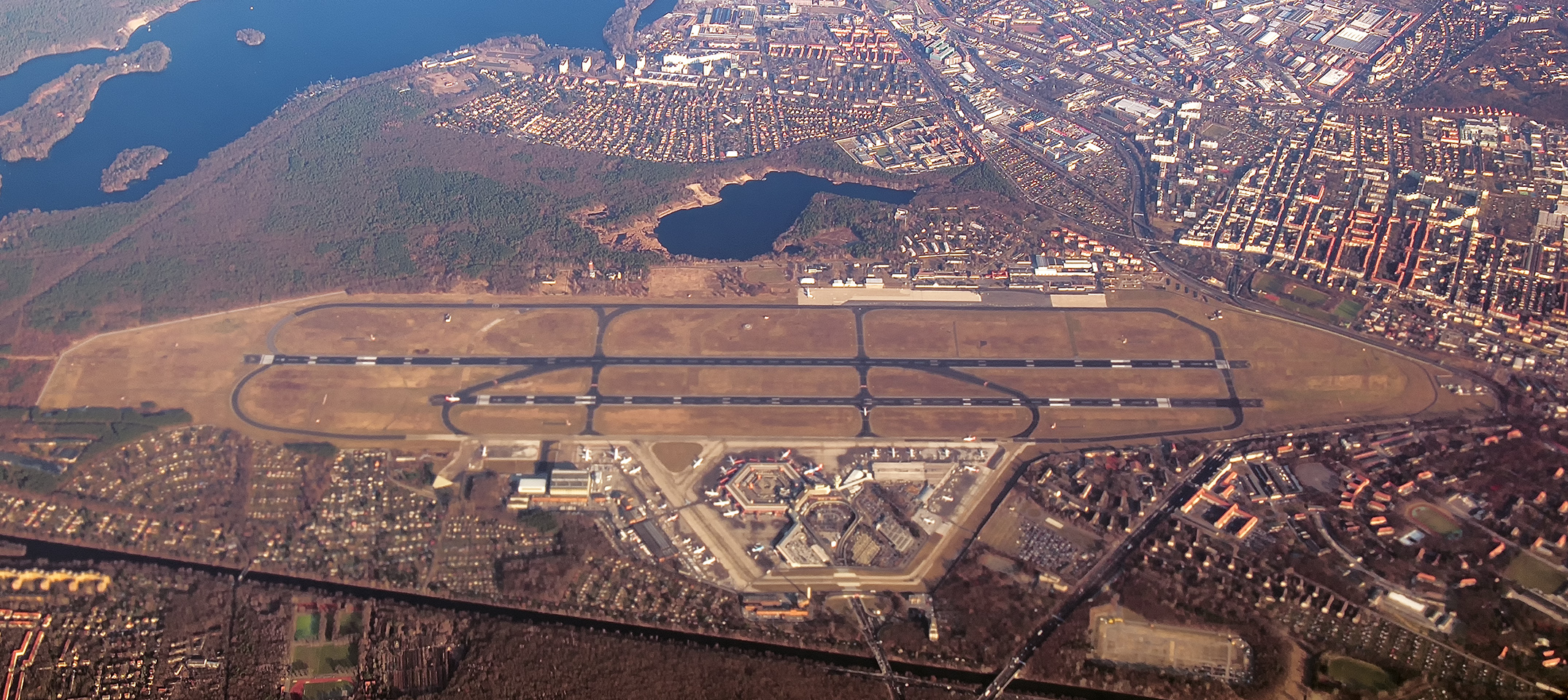

L'Aeroport de Berlín-Tegel "Otto Lilienthal" (codi IATA: TXL, codi OACI: EDDT) (en alemany: Flughafen Berlin-Tegel "Otto Lilienthal") era un aeroport internacional que donava servei a Berlín, localitzat a Tegel, una secció del nord del districte de Reinickendorf, a 8 km al nord-oest del centre de la ciutat. L'Aeroport de Tegel destacava pel seu edifici terminal hexagonal al voltant d'una plaça oberta, cosa que feia que s'haguessin de caminar distàncies tan curtes com 30 metres des de l'avió fins a la sortida de la terminal. L'any 2010, va gestionar poc més 15 milions de passatgers, convertint-se en el quart aeroport més transitat d'Alemanya i en l'28è més transitat d'Europa.

## Història
Durant el Bloqueig de Berlín es va construir la pista d'aterratge més gran d'Europa (2.400 m) en tan sols dos mesos de treballs duts a terme per les forces franceses a Alemanya. D'aquesta manera, el primer avió del pont aeri que va poder aterrar ho va fer el 5 de novembre de 1948, un mes abans de la seva obertura oficial. Durant la dècada del 1970, l'aeroport s'ha anat dotant d'una infraestructura moderna i ha anat substituint progressivament l'Aeroport de Berlín-Tempelhof per tal d'esdevenir el principal aeroport de Berlín Oest.
Durant la Guerra Freda, i a causa de la situació especial de Berlín Oest, només la companyies aèries aliades podien operar a Tegel. No va ser el 3 d'octubre de 1990, data de la reunificació alemanya, quan Lufthansa va poder beneficiar-se de les seves instal·lacions. La seva activitat cessà el 31 d'octubre de 2020, després de l'entrada en funcionament del nou aeroport de Berlín-Brandenburg.

## Terminals
- Terminal A: És una gran sala de forma hexagonal integrada dins de l'edifici principal, la part original de l'aeroport. Hi operaven les aerolínies més grans i importants, principalment les que ofereixen serveis intercontinentals o rutes als principals aeroports d'Europa.
- Terminal B: Com la Terminal A, està integrada dins de l'edifici principal i és una antiga sala d'espera convertida.
- Terminal C: Va ser oberta al maig de 2007 com una solució temporal a la saturació de l'aeroport.
- Terminal D: Va obrir les portes el 2001 i era utilitzada per aerolínies amb aeronaus petites. L'àrea d'arribades situada al nivell superior era anomenada Terminal E.

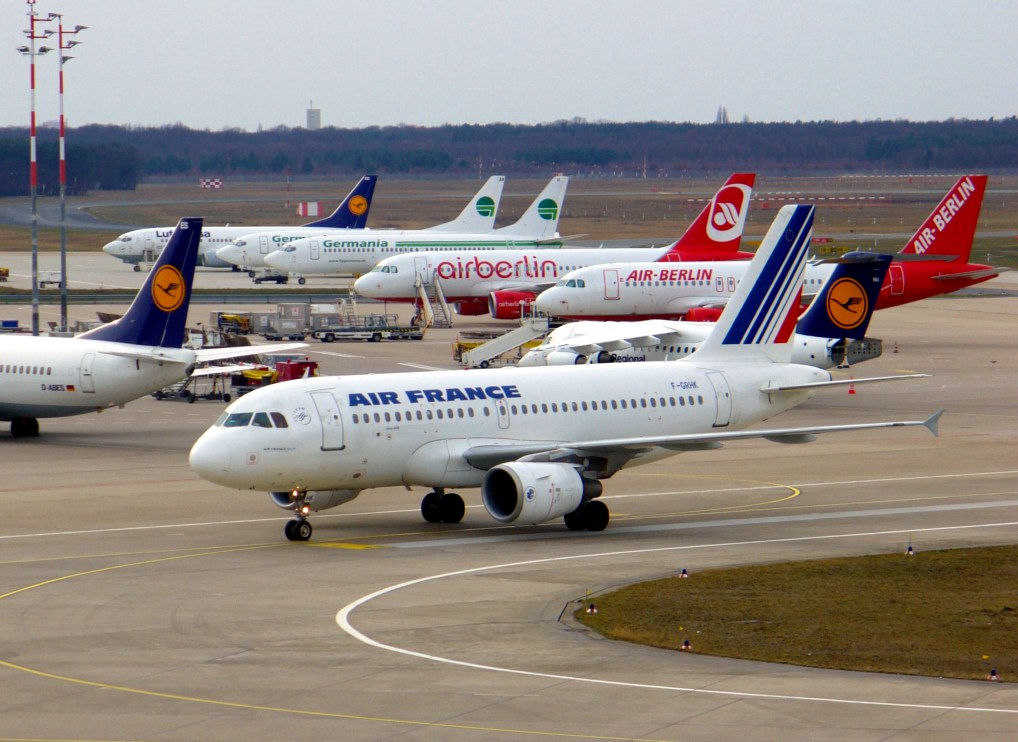
Avions de diferents aerolínies a l'aeroport.
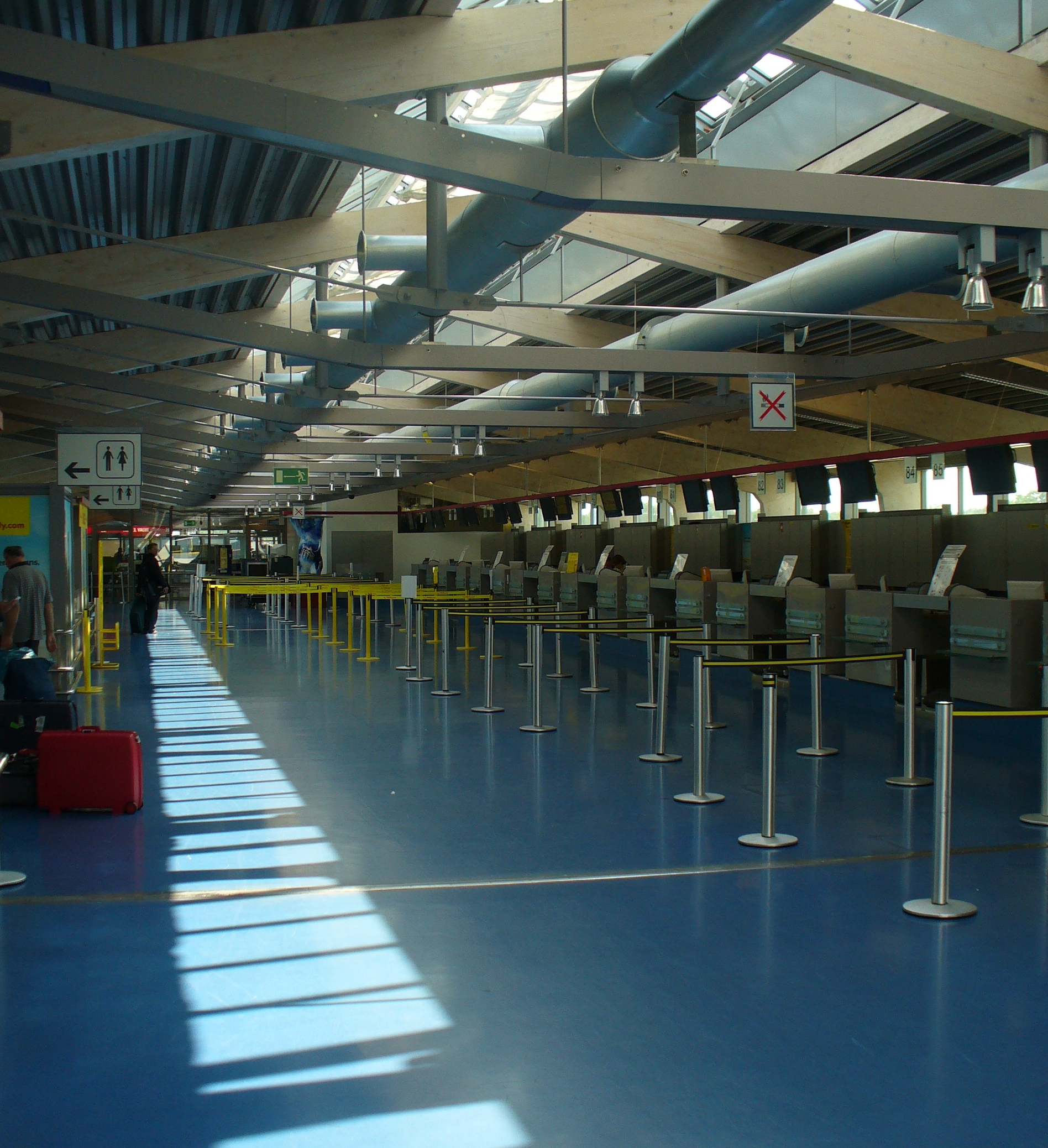
Mostradors de facturació a la Terminal D.
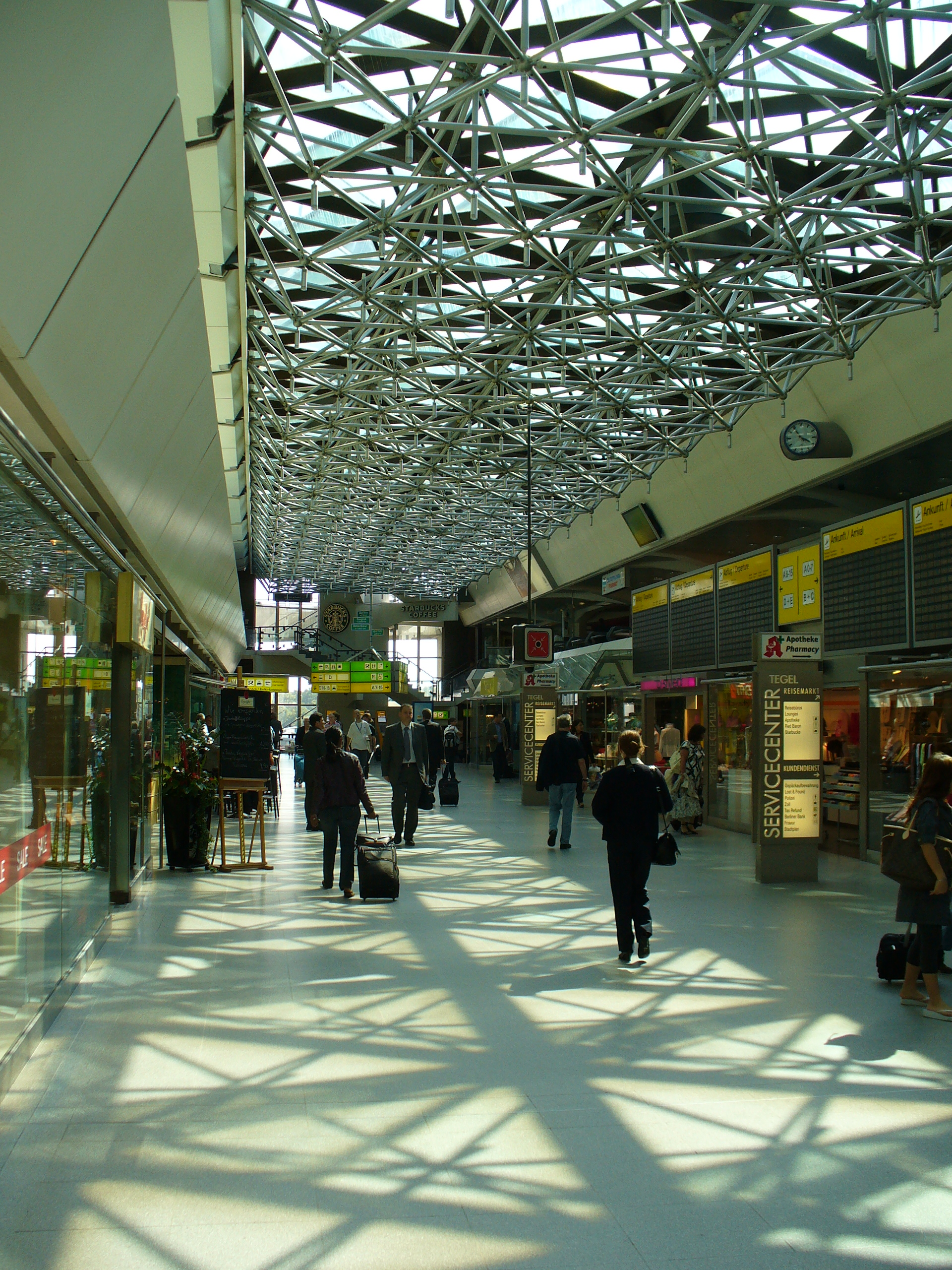
Principal vestíbul d'entrada a l'aeroport.